# Верхнеграйворонский сельсовет
Верхнеграйворо́нский сельсовет — муниципальное образование со статусом сельского поселения в Касторенском районе Курской области Российской Федерации.
Административный центр — село Верхняя Грайворонка.

## История
Статус и границы сельсовета установлены Законом Курской области от 21 октября 2004 года № 48-ЗКО «О муниципальных образованиях Курской области».

## Население
| 2002 | 2010 | 2012 | 2013 | 2014 | 2015 | 2016 |
| ---- | ---- | ---- | ---- | ---- | ---- | ---- |
| 561  | ↘431 | ↘404 | ↘390 | ↘373 | ↘365 | ↘350 |
| 2017 | 2018 | 2019 | 2020 | 2021 |      |      |
| ↘344 | ↘338 | ↘333 | ↗334 | ↗377 |      |      |

## Состав сельского поселения
| № | Населённый пункт    | Тип населённого пункта       | Население |
| - | ------------------- | ---------------------------- | --------- |
| 1 | Верхняя Грайворонка | село, административный центр | ↗377      |